# Ganivet

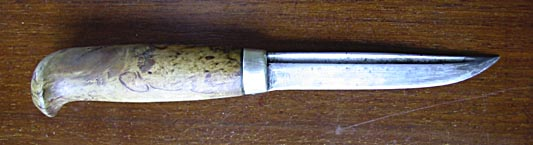
ganivet tradicional nòrdic

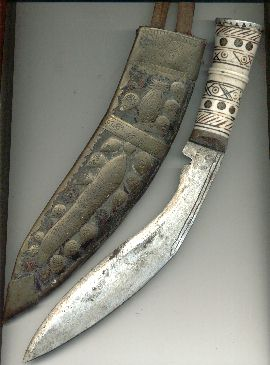
Ganivet Kukri

Un ganivet, coltell, raor o rasor és un estri que s'utilitza per a tallar coses. Consisteix en una fulla tallant, habitualment de metall, unida a un mànec de fusta o un altre material.
L'home ha fet servir ganivets o estris semblants des de temps prehistòrics. Els primers ganivets es van fer de pedra de canya, encara s'utilitzen ganivets de bambú en tribus d'Àfrica i de Polinèsia, o d'os o banya a Sibèria i Lapònia. A la Pèrsia medieval s'utilitzà un característic ganivet anomenat kārd.

## El ganivet en la història
Els ganivets eren prims i amb puntes afilades, perquè abans servien per a punxar el menjar i emportar-se'l a la boca. Durant l'edat mitjana, a Europa, els hostes no proveïen ganiveteria per als seus convidats, de manera que tots duien els seus propis ganivets, generalment penjats al cinyell. Com que els ganivets també eren armes, el seu ús a la taula era perillós. Quan es van començar a usar les forquilles, ja no era necessari d'usar la punta agusada del coltell per a menjar a la taula. El rei Lluís XlV de França va decretar d'arrodonir les puntes de tots els ganivets per a reduir la violència.

## Gastronomia
Juntament amb la forquilla i la cullera, és un dels estris emprats habitualment per menjar, si més no, en la civilització occidental. Segons l'etiqueta, cal agafar-lo amb la mà dreta, utilitzant l'esquerra per a la forquilla i no s'ha de portar el menjar a la boca amb el ganivet (cosa que a més de considerar-se de mala educació, es considera perillós).
Quan és gros, com el de llescar el pa, és dit ganiveta o ganiva Ross.
Un rasor de taula és un ganivet de menjar, un rasor de butxaca un ganivet trempaplomes i un rasor de barba un raor d'afaitar.

## Arma
El ganivet és un exemple d'arma blanca, usat des dels inicis de la història per atacar els enemics i caçar. Pot usar-se sol en combinació amb una altra arma, com passa a la baioneta. Tenia un alt paper simbòlic, per això sovint s'enterrava el guerrer amb el seu ganivet i altres armes i les cerimònies d'iniciació o de pas a l'edat adulta inclouen petits talls amb ganivets.
Felip V va obligar a tenir el ganivet del pa de totes les llars catalanes lligat a la taula amb una cadena.

## Descripció física

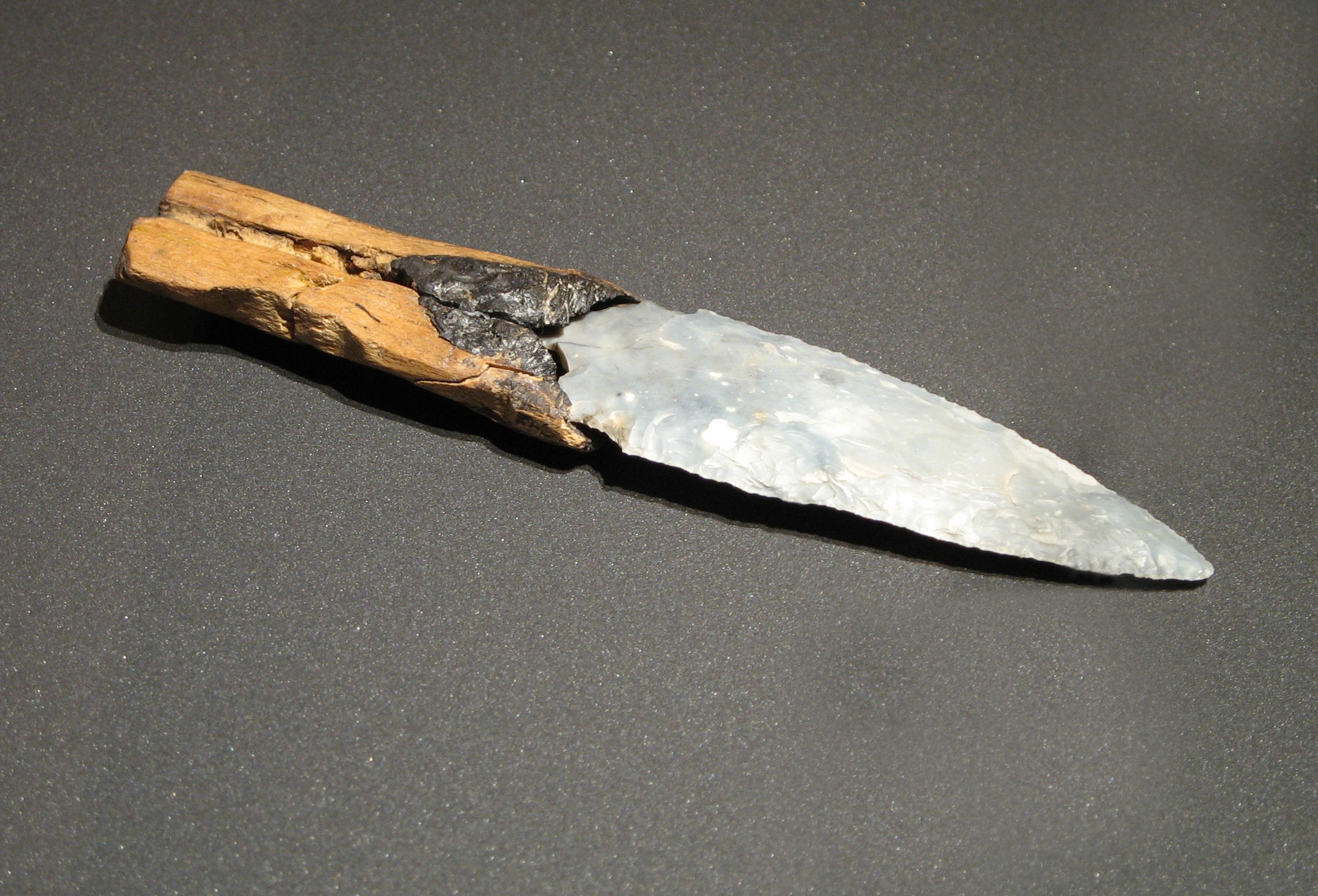
Ganivet de silex. Datat el 2900 aC

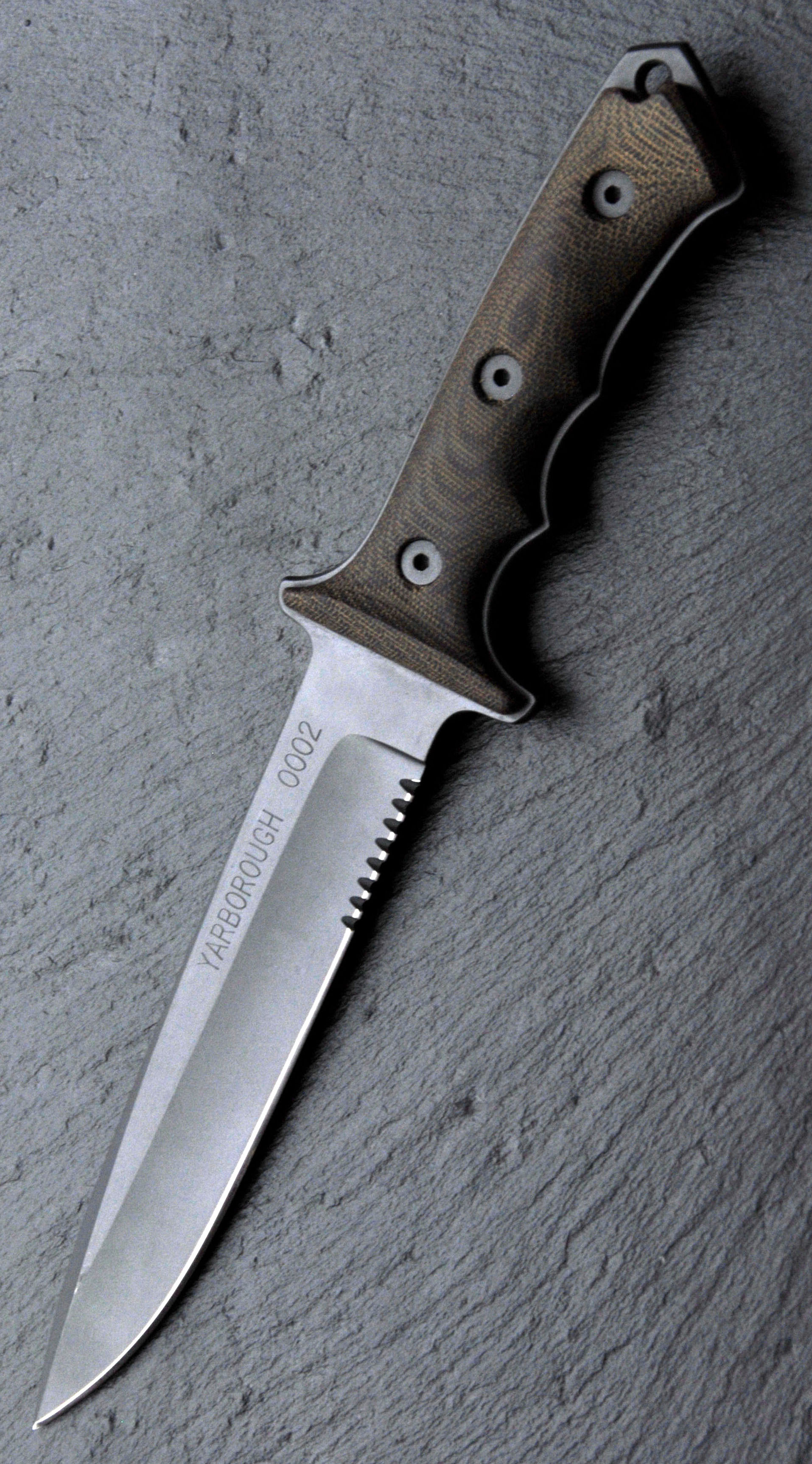
Ganivet de combat "The Yarborough", dissenyat i construït per Bill Harsey. Vegeu el mànec format per dues galtes (o dolses) aplicades a cada costat de la prolongació de la fulla.

Sense considerar la funció i atenent només a la seva forma els ganivets poden classificar-se en:
- De fulla fixa
- De fulla plegable...

En ambdós casos anteriors, un ganivet disposa d'un mànec que permet d'agafar-lo amb la mà i fer-lo servir de forma còmoda i segura. Quan el mànec està format per dues peces fixades a banda i banda de l'extensió de la fulla, aquestes peces reben el nom de galtes o dolses.
El cas és l'esquena de ganivet o sia, la part oposada al tall. L'esquerda és una espècie de llengua o afegitó a l'esquena d'un ganivet, al qual serveix de reforç i per a poder picar.

### Unió de la fulla amb el mànec
En els ganivets de fulla fixa hi ha dos sistemes d'unió amb el mànec:
- Per espiga prima com a prolongació de la fulla.
- Per la mateixa prolongació de la fulla.

El sistema d'espiga prima estalvia material, però és menys resistent. Hi ha ganivets molt sòlids que usen aquesta unió sense problemes. En el sistema de fulla prolongada, la base del mànec és una extensió de la fulla (d'amplada i gruix comparables a les de la fulla).

## Materials de la fulla
La fulla d'un ganivet ha de tenir propietats contradictòries. En conjunt ha de ser tenaç, amb capacitat de resistir esforços de xoc (en particular ha de resistir caigudes sobre un sòl ferm sense trencar-se). En la part del tall ha de tenir una duresa adequada a la funció. Duresa que permeti conservar una bona capacitat de tall i que faciliti l'esmolat amb sistemes convencionals.

### Acer
- Acers al carboni
- Acers aliats resistents a la corrosió
- Acers inoxidables martensítics.

### Acers del tipus Damasc
Les espases i ganivets amb fulles d'acer de Damasc tradicionals es forjaven amb acer importat de l'Índia (acer Wootz). Hi ha acers damasquinats fabricats en èpoques posteriors que imiten l'aspecte decoratiu i, en els millors casos, l'estructura i qualitats d'aquelles fulles.
En els darrers cinquanta anys hi ha hagut intents seriosos i reeixits de forjar fulles basant-se en les tècniques primitives.

### Bronze
Hi ha dues aplicacions que justifiquen l'ús del bronze en ganivets moderns:
- Ganivets a emprar en atmosferes explosives (ganivets i eines antiguspira).[10][11]

- Ganivets d'empeltar o per a usos agrícoles (per les seves propietats biocides).[12]

### Titani
- El titani no és un material que s'usi en la fulla de forma habitual. En algun cas, per a ganivets emprats per astronautes, s'han construït ganivets amb fulla de titani (especialment escollit per les seves propietats antimagnètiques). També es fan servir ganivets amb fulla de titani en altres aplicacions.[13][14][15]

### Ceràmics

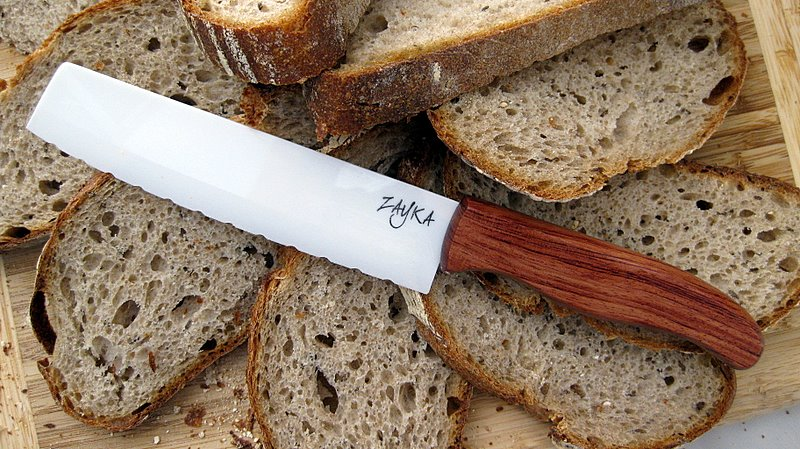
Ganivet ceràmic per a llescar pa.

Hi ha ganivets ceràmics, generalment fets d'òxid de zirconi, que tenen un tall molt fi i que es conserva molt de temps. Són però, molt fràgils. Amb un cop fort o una caiguda es poden trencar.

### Polímers
- Coberts de plàstic. Ganivets amb tall de serra d'un sol ús.
- Ganivets de plàstic per a tallar enciam i verdures tendres.
- Ganivets com a arma ofensiva construïts amb polímers per a evitar la seva detecció per mitjans magnètics.[16][17]

## Materials del mànec
Hi ha molts tipus de mànec i moltes menes de materials:
- Fusta natural
- Fusta tractada o millorada (contraplacat…)
- Plàstic
- Derivats del cautxú
- Micarta. Entenent per "micarta" una resina termostàtica reforçada amb fibres. La Micarta G-10 és una resina reforçada amb fibres de vidre.
- Cuir. En forma de peces planes premsades i encolades disposades al voltant de l'espiga (com en el ganivet de combat KA-BAR). O, menys sovint, amb la pell embolicant un altre material de base. O en forma de tira fina, a manera de cordó, que embolica la prolongació de la fulla.
- Del mateix material que la fulla, quan el mànec n'és una prolongació. En aquest cas el mànec pot fer-se més lleuger a còpia de fer-hi forats. O embolicar-se amb cordó de paracaigudes.

Els ganivets de col·leccionista o de cerimònies poden tenir mànecs de materials exòtics i de gran preu.

## Classificació per funció

### Ganivet com a arma
El ganivet és un estri, no pas una arma, i rarament s'usa com si ho fos; en canvi, sí que hi ha eines emparentades que es poden classificar com a arma blanca; per exemple: 
- Baioneta
- Punyal de combat, com, per exemple, el punyal de trinxera i el punyal tàctic
- Daga
- Navalla, que és alhora eina i, en la pràctica, arma
- Navalla balística
- Coltell almogàver

### Ganivets com a eina. Ganivets professionals
- Ganivets de cuina (tallant)
- Ganivets de taula
- Ganivets de peixateria
- Ganivets de carnisseria
- Ganivets d'escorxador
- Ganivets de pellaire
- Ganivets d'empeltar
- Ganivets de baster
- Falcilla
- Falçó o Veremall

### Ganivets d'explorador, supervivència i similars
- Ganivet Bowie
- Matxet o llampant

### Ganivets rituals, tradicionals o de cerimònies
El ganivet té un paper important en algunes cultures pel seu ús en rituals i la seva aparició en algunes supersticions. Com que el ganivet és una eina essencial per a la supervivència des dels començaments de la història humana, pot trobar-se en algunes societats emprat al costat dels bressols per protegir els nadons d'éssers malignes o col·locat a les tombes perquè els morts es defensin a l'altre món. De forma similar, els ganivets tenen un paper important en els rituals d'iniciació, en què s'empren certs ganivets generalment elaborats amb metalls preciosos: or, plata, etc. en els sacrificis cerimonials d'animals (vegeu Itzli).
Al Japó, els guerrers samurai, com a part del bushidō, podien desenvolupar el ritu del suïcidi, o seppuku, amb un tantō. L'athame, que és una daga cerimonial emprada en la religió Wicca.
Altres ganivets:
- Kirpan
- Kilaya
- Kriss
- Kukri
- Puukko
- Seax
- Sgian dubh

## Maneig i precaucions
Els ganivets requereixen un maneig apropiat ja que resulten perillosos per a la integritat de les persones si no es manipulen amb compte. Per aquesta raó cal comprovar que:
- En cedir el ganivet a una altra persona no s'ha d'oferir el full amb la punta del ganivet mirant cap a ell, s'ha d'oferir l'empunyadura, perquè pugui agafar el ganivet de manera natural sense cap accident.
- Mai no s'ha de desplaçar amb el ganivet nu a la mà i molt menys amb la punta del mateix cap a fora, la punta ha d'estar mirant a terra i la part esmolada cap enrere. L'ideal és emprar una funda porta ganivets per transportar-los.
- S'ha d'emprar el ganivet correcte per a cada ocasió, és a dir, un ganivet de pa per tallar pa, el de carn ha de ser emprat per tallar carn, etc.
- El ganivet no s'ha de fer servir en una altra operació que no sigui la de tallar. Resulta extremadament perillós emprar un ganivet com obrellaunes o tornavís.
- Durant l'operació del ganivet els talls s'han de fer sempre cap a l'exterior, cap a fora del tallador, mai cap a dins.
- S'ha d'emprar una taula de tallar que estabilitzi adequadament el tall del ganivet.
- Hi ha una norma simple: Un ganivet mal esmolat és molt més perillós que un ben esmolat.[28] Amb el ganivet mal esmolat es fan sobreesforços en tallar i es corre el perill de no controlar el tall, un ganivet afilat fa el tall gairebé sense esforç i el seu tall és possible controlar-lo.
- S'han de reemplaçar les empunyadures que tinguin folgança, un ganivet amb folgança al mànec és molt perillós ja que no deixa precisió al tall i no és possible controlar la seva trajectòria.
- Si es realitza l'operació de tall amb gran assiduïtat, diverses vegades al dia durant períodes prolongat, cal triar un mànec ergonòmic per evitar el Síndrome del túnel carpià.